# Republiek Koeweit
De Republiek Koeweit was een kortstondige republiek die op 4 augustus 1990 werd gevormd na de invasie van Koeweit door het Irak van Saddam Hoessein tijdens de vroege stadia van de Golfoorlog. Het eindigde op 28 augustus van hetzelfde jaar nadat het door Irak was geannexeerd. Het vormt dan in wezen het gouvernement van Koeweit, terwijl bepaalde noordelijke delen het district Saddamiyat al-Mitla' vormen, verbonden aan het Iraakse gouvernement Basra.